# Kevin Foster (homme politique)
Kevin John Foster, né le 31 décembre 1978 à Plymouth, est un homme politique du Parti conservateur britannique, représentant la circonscription parlementaire de Torbay de 2015 à 2024. 

## Jeunesse et carrière
Kevin Foster est né à Plymouth le 31 décembre 1978 de Michael et Linda Foster. Il fait ses études à l'école communautaire Hele's School. Il étudie le droit à l'Université de Warwick (LLB, 2000; LLM, 2001). Après avoir obtenu son diplôme universitaire, il travaille dans les West Midlands en tant que juriste et secrétaire pour un certain nombre d'entreprises. 
Il se présente avec succès comme candidat conservateur dans le quartier Cheylesmore du conseil municipal de Coventry en 2002. Il est réélu en 2004, 2007 et 2011. Il est chef de l'opposition pendant deux ans à Coventry, avant de se retirer en 2013 pour participer aux élections générales de 2015 à Torbay. 

## Carrière parlementaire
Il se présente à Coventry South aux élections générales de 2010, se classant deuxième derrière le député sortant du Parti travailliste, Jim Cunningham. 
Il est élu aux Élections générales britanniques de 2015 en tant que député de Torbay en 2015,.
Il soutient le maintien du Royaume-Uni au sein de l'Union européenne avant le référendum de 2016. 
Lors des élections générales de juin 2017, il conserve son siège avec une majorité de 14283 voix (27,9 %). Il vote pour l'accord de retrait du Brexit de la première ministre de l'époque, Theresa May, début 2019. Il est nommé secrétaire parlementaire privé (PPS) au ministère des Communautés et des Gouvernements locaux. Il devient plus tard PPS du ministre du Cabinet Office David Lidington. 
En juillet 2019, après que Boris Johnson soit devenu Premier ministre, Foster devient PPS au Cabinet Office, sous-secrétaire d'État parlementaire chargé du Pays de Galles et whip adjoint du gouvernement. Il devient Sous-secrétaire d'État à l'immigration en décembre 2019.

## Vie privée
Kevin Foster épouse Hazel Noonan (née en 1950) en 2017. Ils se sont rencontrés à Coventry alors qu'il était étudiant à l'Université de Warwick. Il l'aide à faire campagne pour le Parti conservateur aux élections du conseil local où elle est candidate. Avec un écart d'âge de 28 ans, Foster est comparé à l'homme politique français Emmanuel Macron, qui est également beaucoup plus jeune que son épouse.